# Social kendsgerning
Inden for sociologien dækker sociale kendsgerninger over overindividuelle dynamikker, der betinger menneskers adfærd. Begrebet defineres i 1895 af sociologen Émile Durkheim i bogen Den sociologiske metodes regler, hvor Durkheim taler for en positivistisk samfundsvidenskabelig metode. Sociologiens rolle er at kortlægge og forklare de betingelser, alle samfund er bygget op om, som betinger den enkelte menneskers handlinger, holdninger og ytringer. Den metodologiske kollektivisme, Durkheim argumenterer for, indebærer, at individers adfærd i stor grad er resultatet og betinget af samfundet, individet indgår i. Hvis årsagen til en bestemt adfærd ikke ligger i den enkeltes agens, dvs. egen frie vilje, men kun finder sted på grund af samfundets specifikke struktur, må det derfor være samfundets struktur, som er relevant for sociologien at undersøge.
De sociale kendsgerninger er konkret de fænomener, som øver indflydelse på mennesker. Det kan for eksempel dreje sig om normer. Det er forskelligt fra samfund til samfund, hvordan man ser på religion. I Aztekernes samfund blev menneskeofringer ikke set på med det blik, som det moderne danske samfund ser på det. I dag bliver slaveri og ofringer set som moralsk forkert, mens det for aztekerne i 1400- og 1500-tallet var en central del af religionen. På samme måde varierer kutymer på tværs af samfund, for eksempel når det kommer til traditioner såsom ægteskab. Hvad de enkelte mennesker mener om den ideelle vielse, mindstealder, kærlighedsform og seksualitet kommer ikke på baggrund af den enkeltes frie overvejelse, men derimod fra noget, som transcenderer individet, der former den enkelte til en bestemt overbevisning om rigtigt og forkert.
Durkheim giver en konkret analyse af en social kendsgerning i bogen Selvmordet fra 1897. Her undersøges de sociale kendsgerninger, der fører til selvmord. For Durkheim er fænomenet selvmord, på trods af dets private kvalitet, en social handling. Det vil sige, at årsagerne til selvmord ikke kan findes i individets psykologi eller fysiske rammer, men derimod i individets relation til samfundet og samfundet i sig selv. Det er ikke andre mennesker, der påtvinger individet at begå selvmord, men overindividuelle dynamikker, der forårsager selvmordet. Durkheim undersøger den sociale tæthed og samfundsnormer, og foruden at kortlægge fire generelle typer af selvmord konkluderer han, at fænomenet selvmord er et produkt af fejlslagen social solidaritet og social integration.